# Tisserin du Nil
Ploceus taeniopterus
Espèce
Statut de conservation UICN

 LC  : Préoccupation mineure
Le Tisserin du Nil (Ploceus taeniopterus) est une espèce de passereaux appartenant à la famille des Ploceidae.

## Description

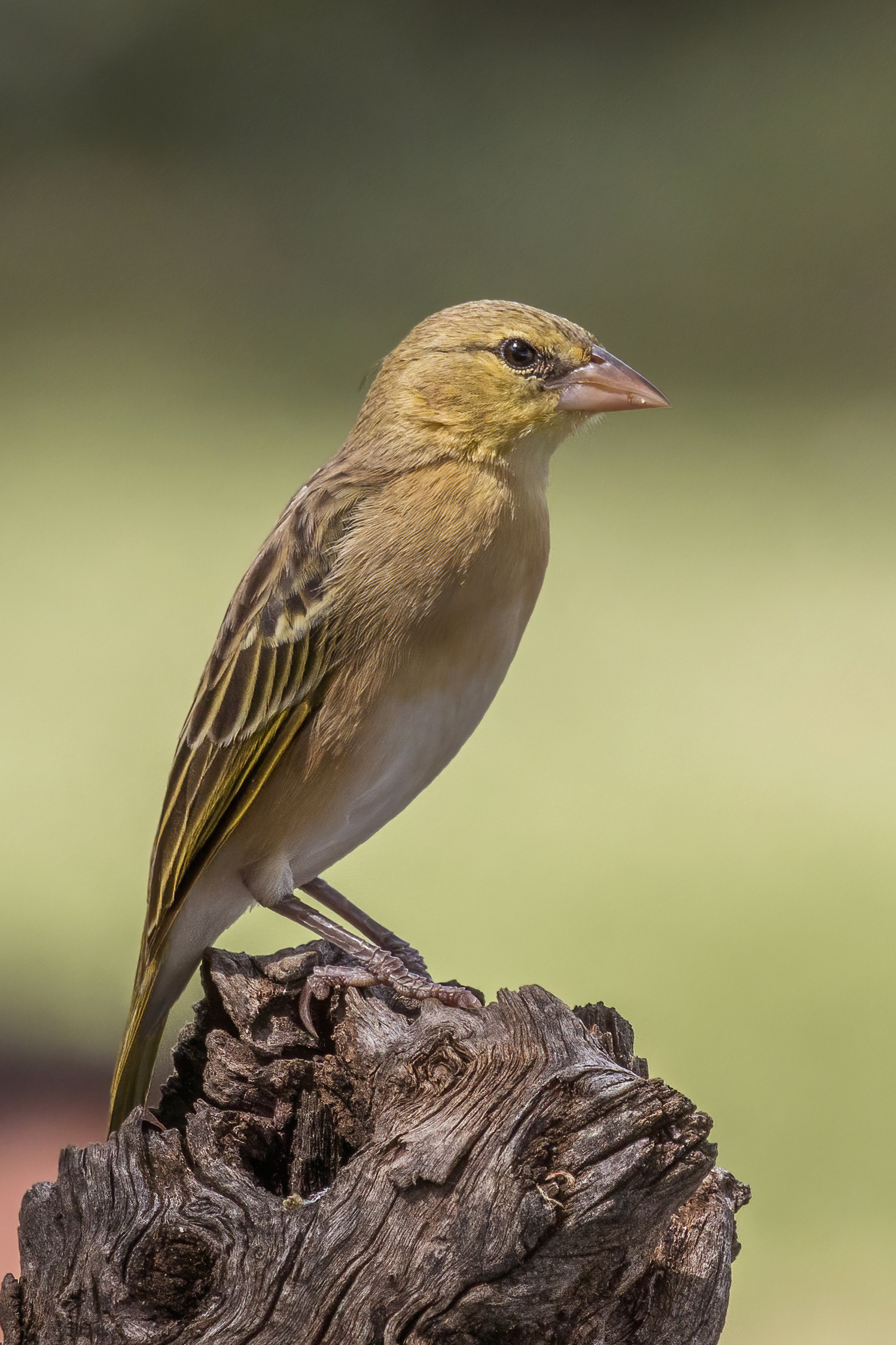
Un Tisserin du Nil femelle auprès du Lac Baringo (Kenya).

## Répartition
On le trouve au Soudan, au Sud-Soudan, en Éthiopie, en République démocratique du Congo et au Kenya.